# Janiroidea
De Janiroidea  zijn een superfamilie van zeepissebedden. De wetenschappelijke naam van de groep werd, als familienaam, in 1897 voorgesteld door Georg Ossian Sars.

## Taxonomie
De volgende families zijn bij de superfamilie ingedeeld:
- Acanthaspidiidae Menzies, 1962
- Dendrotionidae Vanhöffen, 1914
- Desmosomatidae G.O. Sars, 1897
- Echinothambematidae Menzies, 1956
- Haplomunnidae Wilson, 1976
- Haploniscidae Hansen, 1916
- Ischnomesidae Hansen, 1916
- Janirellidae Menzies, 1956
- Janiridae G.O. Sars, 1897
- Joeropsididae Nordenstam, 1933
- Katianiridae Svavarsson, 1987
- Lepidocharontidae Galassi & Bruce, 2016[3]
- Macrostylidae Hansen, 1916
- Mesosignidae Schultz, 1969
- Mictosomatidae Wolff, 1965
- Munnidae G.O. Sars, 1897
- Munnopsidae Lilljeborg, 1864
- Nannoniscidae Hansen, 1916
- Paramunnidae Vanhöffen, 1914
- Pleurocopidae Fresi & Schiecke, 1972
- Santiidae Wilson, 1987
- Thambematidae Stebbing, 1913
- Urstylidae Riehl, Wilson & Malyutina, 2014[4]
- Xenosellidae Just, 2005[5]

Van een aantal geslachten is de positie onduidelijk:
Janiroidea incertae sedis
- Jaerella Richardson, 1911
- Rhacura Richardson, 1908
- Sugoniscus Menzies & George, 1972
- Tole Ortmann, 1901
- Trichopleon Beddard, 1886
- Urias Richardson, 1911
- Xostylus Menzies, 1962